# Kaschmir-Trollblume
Die Kaschmir-Trollblume (Trollius acaulis) ist eine Pflanzenart aus der Familie der Hahnenfußgewächse (Ranunculaceae).

## Merkmale
Die Kaschmir-Trollblume ist eine ausdauernde, krautige Pflanze. Zur Blütezeit hat sie eine Wuchshöhe von 6 bis 25 Zentimeter, zur Fruchtzeit bis 40 Zentimeter. Die Pflanze bildet ein Rhizom aus. Die Blüten öffnen sich vor der Entwicklung der Grundblätter. Es sind ein bis drei Stängelblätter vorhanden. Die Blüten haben einen Durchmesser von 3,5 bis 5 Zentimeter. Die meist acht, selten fünf bis neun Blütenhüllblätter sind gelb und spreizend. Nektarblätter sind zwölf bis 16 vorhanden.
Die Blütezeit reicht von Mai bis Juni.

## Vorkommen
Die Kaschmir-Trollblume kommt in Nord-Pakistan, Kaschmir und Nepal auf alpinen Wiesen und in Schneetälchen in Höhenlagen über 3000 Meter vor.

## Nutzung
Die Kaschmir-Trollblume wird selten als Zierpflanze in Steingärten genutzt.

## Belege
- Eckehart J. Jäger, Friedrich Ebel, Peter Hanelt, Gerd K. Müller (Hrsg.): Rothmaler Exkursionsflora von Deutschland. Band 5: Krautige Zier- und Nutzpflanzen. Spektrum Akademischer Verlag, Berlin Heidelberg 2008, ISBN 978-3-8274-0918-8.
- Abbildung der Kashmir Trollblume auf flowersofindia.net
- Abbildung der Kashmir Trollblume auf aspaker.no